# 반제국주의 반스탈린주의
반제국주의 · 반 스탈린주의(反帝国主義・反スターリン主義)는 1950년대에 일본의 신좌파 이론가 구로다 간이치에 의해 탄생한 사상이다. 약칭은 "반제 반 스탈린"이다.
반제국주의와 반스탈린주의를 동시에 실시해야한다. 일본 혁명적 공산주의자 동맹 혁명적 마르크스 주의자 (혁 마르파), 혁명적 공산주의자 동맹 전국위원회 (중핵파), 혁명적 공산주의자 동맹 재건 협의회 (중핵파 관서파)  등의 기본 이론이다. 그러나 내용은 각파에 따라 다르다.

## 개요
구로다 간 이치가 제창 한 반 스탈린주의는 "진정한 맑스 - 레닌주의"의 입장에서 스탈린의 "마르크스주의 의 왜곡"과 " 세계 혁명 의 배신"등을 비판하고, 나아가"트로츠키주의 의 극복" " 스탈린주의 (일본에서는 일본 공산당 )과 제국주의는 동시에 타도되어야한다 "고한다. 여기에서는 전세계 대부분의 정부는 제국주의 또는 스탈린주의로 분류되기 때문에 모든 정부를 적대하게 된다.
이 입장에서는 소련 등 냉전 시대 당시 존재했던 사회주의 국가는 "사회주의 체제"가 아니라 또한 레프 트로츠키 가 책정 한 '관료적으로 왜곡된, 타락한 노동자 국가'에서도 없는 "적색 제국주의"(사회 제국주의) 또는" 국가 자본주의 "이며, 노동자는 피지배 계급이라는 인식에 선다. 그리고 자본주의 국가의 지배 계급은 독점 자본이며, " 스탈린 이 지배하는 자칭"사회주의 국가"의 지배 계급은 " 당 관료 "라고 주장한다. 따라서 반 스탈린주의 소련과 동유럽 등 옛 사회주의 국가 중 · 조 · 베트남 · 라오스 · 쿠바 등의 현존하는 사회주의 국가 등 기존의 사회주의를 전체 부정한다. 아니면 공산당 이 권력에 종사하지 않는 국가에서도 "공산당이 잘못된 이론 · 정책에서 대중을 조직하고 있기 때문에 혁명이 일어나지 않는다. 기존 공산당은 혁명의 저해 물질이며, 국가 권력과 동등한 적이다"이라고 규정하고 공산당을 타도하고 대체 혁명 정당을 건설해야 혁명은 일어난다고 한다.
이것은 "소련 = 국가 자본주의"론에 서 점에서 영국 의 토니 클리프 등의 클리프주의와 공통하지만, 구로다 간 이치는 기성 재야 공산당을 포함하여" 노동자 계급 의 적"으로 규정하는 점이 다르다. 혁 마르파 및 중핵파는 이러한 이론과 운동은 세계 혁명 운동에 있어서도 일본 밖에 없다고하고 그것을 가지고 "반 스탈린주의 정당이 존재하기 때문에 일본의 혁명 운동은 가장 진보했다 "라고 한다. 혁 마르파는 "세계에서 으뜸가는 반 스탈린주의 (혹은 구로다 사상)"중핵파는 "일본 혁명은 세계 혁명의 돌파구"라는 표현을 각파의 기관지 등으로 사용하고있다. 또한 혁 마르파 및 중핵파는 '세계 혁명'을 최종 목표로하고 있지만, 제 4 인터내셔널 과 같은 국제 혁명 조직에 가입하거나 또는 미리 자신의 국제 조직을 형성하는 것이 아니라 자파 주도 "일본 혁명"을 성공시켜 그 권위로 국제 조직을 형성하고 혁명을 세계로 확장한다는 방침을 내건다.
일본의 신좌익 일부 마오이스트 · 친 중국 파를 제외하고는 대체로 '스탈린주의'를 비판하는 입장에 있다. 공산주의자 동맹 은 스탈린주의의 본질은 제국주의의 보완 물임을 파악하고 제국주의가 쓰러진다면 스탈린주의도 붕괴한다고 주장한다. 스탈린주의를 제국주의와 동등한 타도 대상으로 명확하게 "반 스탈린주의"를 내걸고있는 것은 일본 혁명적 공산주의자 동맹 혁명적 마르크스 주의자 (혁 마르파)와 혁명적 공산주의자 동맹 전국위원회 (중핵파)이다. 거기에서는 소련과 중국, 북한, 베트남 , 쿠바 등의 기존의 사회주의를 노동자 국가 로는 인정하지 않고, 당 관료 독재 지배 국가로 보아 타도 대상으로 하고 있다. "반 스탈린주의자"라는 관점에서 코민테른 의 계보에 속하는 일본 공산당 은 스탈린주의 정당이며 타도 대상이 된다.
'반 스탈린주의'의 주창자 인 구로다 간 이치는 저서 '혁명적 마르크스주의 란 무엇인가?'에서"일반적으로 혁명적 정치 운동이라는 것은 현상 적으로는 (본질적으로는 아니다) 매우 오해에 찬 것이며, 정치적, 너무 정치적 "음모"를 활용하지 않는 한 (이 점에서 레닌의 오른쪽에 나올 수있는 혁명가가 아닌), 원래 정치 그 자체를 지양하지 못한 것이다라는 역설이 꼭 자각해야한다. 그래서 적색 제국주의자를 마저 활용하여 동요와 혼란의 소용돌이 속에 어느 날 공중 지도부를 와해시키는 도움으로 차지하자는 "음모"를 획책한다"고했다.  홈페이지에 따르면 1959년에는 일본 민주 청년 동맹 의 정보를 경시청 에 팔려 했고 쿠로다도 이 사실을 인정하고 있었던 것 아니냐는 의혹이 발각되었다. 미수에 그쳤지만 구로다는 일본 공산당의 미야모토 겐지 와 마찬가지로 수상한 것으로 보이게되었다  . 중핵파는 이와 관련 "구로다는 반 스탈린주의를 정치 경찰 과 스파이 적 연합에 기초한 반 요요기주의를 통해 왜곡하려는 시도가 실패한 저열 한 인물"이라 평하고있다. 그러나 혼다 노부요시(후 중핵 파)도 스파이 문제가 명확하게 되었을 때는, 광신적으로 구로다 간 이치를 지키기 위하여 혁 공동을 탈당했다.
소련의 붕괴 이후 '반 스탈린주의'의 위치는 이전과는 상당히 변화하고있다. 일단 혁 마르파는 베트남 전쟁에 대해 "스탈린주의에 의해 군복을 입은 노동자 인 미군 을 살해하는 행위다 (따라서 베트남 전쟁 반대)"는 입장이며, 중핵파는" 북부 베트남 호찌민 정부 = 남 베트남 민족 해방 전선"지지와 '베트남 인민 연대(그 입장에서 1975년 베트남의 종국적 승리 자체는 지지하지 않는다.의 뜻)이라고 표현했듯이, "반 스탈린 주의자"는 미국 (제국주의) 과 싸우는 세력이라면 무조건 지지한다와 같은 입장에서 멀리있었다. 그러나 90년대 에 들어 혁 마르파는 1995년에 프랑스의 핵 실험 시 폴리네시아 멤버를 파견하여 "핵 실험 반대 '와 함께 '폴리네시아 독립지지'의 슬로건 을 내걸었다. 또한 혁 마르파 · 중핵파 모두 한때 " CIA의 지원 을 받은 반공 게릴라"로 규정했던 알 카에다같은 이슬람 원리주의 세력을 현재는 " 반미 세력"이라고 인정하고있다.

## 구로다 간이치
구로다 간 이치 에 따르면 '반제국주의 · 반 스탈린주의'의 설명은 다음이다  . 제국 주의적 단계에서 프롤레타리아트의 보편적 과제는 '반제국주의'이고, 반 스탈린주의는 특수 과제였다. 그러나 제국주의와 스탈린주의에 기본적으로 분할 된 현대 세계 그 자체를 혁명적으로 변화하는 세계 혁명 전략이 "<반제국주의 · 반 스탈린주의>"이다. 이 <반제>와 <반 스탈린>은 "직접적으로 통일되어 있고", "논리적으로 동시적인 전략 '을 이룬다. <반제 반 스탈린> 전략은 '반제'에 '반 스탈린주의'를 접목 내지 결합하는 것에 지나지 않는 것은 아니다.
마르크스 · 엥겔스 의 세계 혁명 은 본질적인 것으로 자본주의의 최고 발전 단계로써의 제국주의 시대에, 또한 오늘날에 관철되지 않으면 안된다. 또한 마르크스 엥겔스에 의해 명확하게 된 혁명 전략 (보편적 본질 론)은 레닌 과 트로츠키 의 혁명론의 비판적 계승을 통해 세계 혁명의 특수적인 단계론으로 구체화되고, 따라서 혁명적 실천에 그것은 적용된다. 그러나 20 세기 후반의 현대 러시아 혁명 이후 몇 년과는 다르다. 소련 노동자 국가는 세계 혁명의 좌절과 경제적 후진성을 물질적 기초로 변질, 소련의 정치 경제 구조는 관료주의로 소외 되었다. 게다가 이 변질은 " 일국 사회주의 "이데올로기에 의해 정당화되고, 국제 공산주의 운동 을 크게 규정하고 갔다. 이렇게 제국주의와 스탈린주의 에 의해 분할하고있는 현대, 게다가 전 세계의 스탈린주의 당에 의해 각국의 프롤레타리아 계급 투쟁이 다양한 형태로 왜곡 된 현실을 전복하고 변혁하는 혁명적 프롤레타리아트 의 세계 전략은 < 반제 · 반 스탈린주의> 밖에 되지 않는다.
(중략)
<반제 반 스탈린>은 '반제'와 '반 스탈린'을 동시에 실행할 것을 의미하는 것이기도 않으면 또 "제국주의 진영에서는 반제, 소련권에서 반 스탈린"등 기계적인 분리 = 결합을 나타내는 것이 되고, 또한 '반 스탈린'는 '반제'을 실현하기위한 "방법 개념"인 것도 아니다. <반제 반 스타>는 현대 사회의 부패 해 버린 위기 현실을 근본적으로 변화하는 세계 혁명 전략이며, 구체적으로는 제국주의와 스탈린주의의 국가들의 권력을 타도하기위한 개별 전략을 내놓는 경우에도 또한 혁명적 공산주의 운동과 그때 그때의 전술 투쟁 과제를 둘러싸고 전개되는 대중 운동을 위한 다양한 실천 지침을 제기하는 경우에도 그것은 항상 반드시 현실 에 통용되지 않으면 안되는 것이다. - 구로다 간이치

## 혼다 노부요시
혁명적 공산주의자 동맹 전국위원회 (중핵파)의 최고 지도자였던 혼다 노부요시는 1972년 7월에 '반제국주의 · 반 스탈린주의'에 대해 다음과 같은 강연을 실시했다.
혼다 노부요시는 "반제국주의 · 반 스탈린주의"는 "현대 세계의 근저적인 변혁에 관련된 강령의 입각된 점"또는 "현대의 프롤레타리아 혁명 의 기본 전략"이라고 규정했다. 현재는 세계 혁명 의 과도기에서 세계는 제국주의 와 사회주의로 분열하고 있지만 제국주의는 연명하고 사회주의는 스탈린주의로 변질되었기 때문에 양자는 평화 공존 관계를 실현하고 있지만,이 결과 제국주의의 모순은 폭발하고 스탈린주의의 파산이 된 세계 체제의 붕괴가 진행되고 있다고 했다. 이러한 시대에 대응 한 혁명 전략으로서 '반제 반 스탈린주의 세계 혁명 전략'을 확정해야 한다고 했다.
또한 대립하는 혁 마르파를 "카쿠마루"라고 하고 그들은 프롤레타리아 독재 를위한 투쟁이 아니라 프롤레타리아의 경제 투쟁의 정치화를 하고, 폭력 혁명 이론을 부정 하고 "경제주의, 조합주의의 반 혁명적 보완 물"이되고 있다고 비판했다.

## 비판
- 핵심 파의 시미즈 타케오는 책에서 "카쿠마루 구로다의 사이비 '반제 반 스탈린'은 이론의 부패와 파산을 폭로했다"라고 적었다.
- 미카미 오사무는 "반제국주의 · 반 스탈린주의"를"미소의 세계 지배 체제와 그것을 지탱하고있는 세계 이념 (자유주의 진영 사회주의 진영)을 부정하는 것, 또는 그것에 이의를 가지며 그것을 대신 할 세계의 이미지로 세계 사회주의를 제기하였다"고 적었다  .
- 쿠리하라 유키오는 "전위당 신화의 붕괴'가 60년대의 의 막을 열고"반제국주의 · 반 스탈린주의"가 한 정치 당파의 슬로건을 넘어 많은 활동가에 공유되었다. "고 적었다.
- 혁명적 노동자 협회 (사청동 해방파)는 혁 마르파의 '반제 반 스탈린주의'는 현대 사회의 보편적 제약들이 "제국주의"임을 잃고 있는 비판이라고 했다.